# 조극관
조극관(趙克寬, ? ~ 1453년)은 조선 이조정랑 직책을 지낸 조선의 문신(文臣), 무신(武臣)이며 단종의 충신 즉, 삼중신 중 한명이다.

## 생애
본관은 양주(楊州)이며 조말생(趙末生)의 조카이다. 태종(太宗), 세종(世宗), 문종(文宗), 단종(端宗)에 걸쳐 4명의 임금을 섬겼다. 1413년 생원시에 합격했고 이듬해 1414년 알성문과에 을과 급제하였으며 이어 친시문과에 을과 급제했다. 태종(太宗) 때 세자(世子) 시절의 양녕대군(讓寧大君)을 보필했던 바 있고 정자에 이르렀으며 세종(世宗) 때도 중용되어 우정언, 사헌부지평, 이조정랑, 사헌부장령, 전농소윤, 사재감정, 수원부사, 평안도도사, 판사재감사, 첨지중추원사, 지형조사, 경상도관찰사, 공조참의, 우승지, 공조참판, 평안도관찰사, 병조참판, 이조참판, 황해도관찰사, 중추원부사, 예조참판, 형조참판에까지 이르렀다. 이후 함길도관찰사를 지내다가 문종(文宗) 때는 중추부동지사를 지냈고 이후 형조판서, 대사헌을 지내다가 우찬성이 되었다가 김종서의 천거로 이조판서로 승진이 되었다가 단종(端宗) 때였던 1453년에 병조판서에 기용되었으나 그 해 계유정난(癸酉靖難)이 일어나자 수양대군(首陽大君)의 수하들에게 살해되었다. 그 후 영조(英祖) 임금 때 복권되었다.

## 가족 관계
- 증조부 : 조인필(趙仁弼)
  - 조부 : 조의(趙誼)
    - 백부 : 조종생(趙從生)
    - 숙부 : 조말생(趙末生)
    - 아버지 : 조계생(趙啓生)
      - 동생 : 조수량(趙遂良)
      - 본처 : 여흥 민씨
      - 후처 : 영광 김씨

## 관련 작품

### 드라마
- 《한명회》 (KBS2, 1994년~1994년 배우: 하대경
- 《왕과비》 (KBS1, 1998년~1999년 배우: 박경득
- 《공주의 남자》 (KBS, 2011년~2011년 배우: 김익태

## 같이 보기
- 황보인
- 김문기
- 민신